# Simão Rodrigues

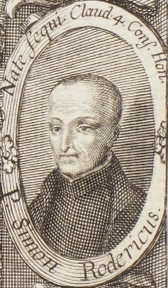
Simão Rodrigues

Simão Rodrigues de Azevedo (* um 1510 in Vouzela, Distrikt Viseu, Portugal; † 15. Juli 1579 in Lissabon, Portugal) war ein portugiesischer Geistlicher (SJ) und Weggefährte des heiligen Ignatius von Loyola sowie Mitbegründer des Jesuitenordens. Er war auch der erste Ordensprovinzial der Gesellschaft Jesu in Portugal und maßgeblich an der Ausbreitung des Ordens in Übersee beteiligt.
Er gehört zu den sieben Gründungsmitgliedern neben dem Ordensgründer Ignatius von Loyola. Auch war er einer der bedeutendsten portugiesischen Jesuiten neben Pater Manuel da Nobrega und Pater Antonio Vieira in der Geschichte des Ordens in Portugal.

## Leben und Wirken
Rodrigues kam 1527 nach Lissabon, wo er mit einem Stipendium des Königs nach Paris ging, um dort Theologie, Literaturwissenschaften und Philosophie zu studieren. Er promovierte in Theologie. Während seiner Studienzeit lernte er den später heiliggesprochenen Ordensgründer Ignatius von Loyola und dessen Gefährten kennen, denen er sich anschloss. 1534 war er bei der Gründung der Jesuiten dabei und gilt als einer der Gründungsväter des Ordens. 1537 wurde er zum Priester geweiht.
1546 wurde er dann der erste Ordensprovinzial der Gesellschaft Jesu in Portugal. Schon 1552 zählte man 300 Mitglieder in Portugal, allerdings war Rodrigues 1551 bereits abgesetzt worden aufgrund seines aufbrausenden Temperaments und Fehlern in der Organisation der ihm unterstellten Provinz. Er war auch der Lehrer von Kronprinz Johann Manuel. 1542 wurde das Ordenshaus für Portugal durch König Dom João III. in Evora feierlich eröffnet, Rodrigues selbst gründete weitere Häuser, so das Collegio de Jesus in Coimbra und das Collegio Espirito Santo in Evora. Evora wurde zur Jesuitenhauptstadt Portugals. Während seiner Amtszeit gründete Pater Manuel Nobrega die erste Jesuiten-Mission in Brasilien und trug damit den jesuitischen Gedanken in die Gebiete der portugiesischen Kolonien.
1553 wurde Rodrigues wegen der Probleme beim Orden nach Rom zitiert, direkt in die Zentrale zu Ignatius. Dieser hörte sich seine Version an und begegnete ihm mit Respekt und Liebe. Dennoch setzte er eine Kommission zur Untersuchung der Vorgänge ein. Rodrigues wurde schließlich seines Amtes endgültig enthoben. Er musste Buße tun und durfte nicht mehr nach Portugal zurück.
Ab 1564 lebte er in Besano, Italien. 1573 bekam er die Erlaubnis, zumindest auf die Iberische Halbinsel zu kommen, und lebte fortan in Spanien. Bis zu seinem bzw. deren Tod blieb er mit Ignatius von Loyola und König Dom João III. in Briefkontakt.
Die letzten Jahre ab 1574 verbrachte er mit Erlaubnis des Ordensgenerals in Lissabon, um sich auf den Tod vorzubereiten. Er starb dort und wurde in der Kirche São Roque beigesetzt.
Rodrigues’ Korrespondenz und Schriften wurden 2016 in portugiesischer Sprache veröffentlicht.

## Werk
- Memorias fundacioneis e outros escritos (Briefe, Predigten, sonstige Schriften), Editorial A.O. Lissabon 2016